# Université Ajou
Fondée en 1973, l’université Ajou est l'une des principales universités de Corée du Sud.
Située à Suwon, au sud de Séoul, dans le Gyeonggi, et forte de quelque 14 000 étudiants, sa force réside dans ses filières de recherches en ingénierie, en informatique, en biotechnologie, en nanotechnologie, en médecine et dans le cursus de commerce international auquel participent des étudiants du monde entier.
Ajou est aussi largement reconnue pour sa capacité d'innovation et d’adaptation aux exigences internationales. Au-delà de sa collaboration avec environ 325 universités réparties dans 67 pays (en janvier 2020), elle propose un large éventail de programmes d’échanges pour étudiants et professeurs. Enfin, les cours d'été et les programmes de coréen y attirent chaque année plus de 600 étudiants étrangers. En 2017, université Ajou a été classée au 21e rang parmi les universités les plus innovantes d'Asie Pacifique par Reuters. En 2020, l'université est classée au 74e rang parmi les cent plus grandes universités mondiales en matière d'innovation (The World University Rankings for Innovation, WURI). En 2021, l'Université Ajou se classait dans les 201-300e place dans le classement d'impact THE.
L'université est membre de l'EFMD, de l'AUF, de l'ISEP (Programme international d'échange d'étudiants), de la CREPUQ (Conférence du président de l'université du Québec), du HUMAP (Hyogo University Mobility in Asia and the Pacific) et de nplusi.

## Histoire
« Ajou » est l'un des mots signifiant « Asie » en coréen.
En 1971, la Corée du Sud et la France conviennent d'un accord de coopération sur la mise en place d'un collège d'enseignement technique en vue d'échanges technologiques et culturels. The Ajou Engineering Junior College est ainsi fondé en mars 1973 par l'Institut Yusin.
En 1974, The Ajou Engineering Junior College, n'a que 4 ans, il est rebaptisé Ajou Institute of Technology.
À la fin des années 1970 et au début des années 1980, grâce à l'importante dotation du Président-directeur général de Daewoo Kim Woo-choong, Ajou Institute of Technology devient l'une des meilleures écoles d'ingénieurs de Corée.

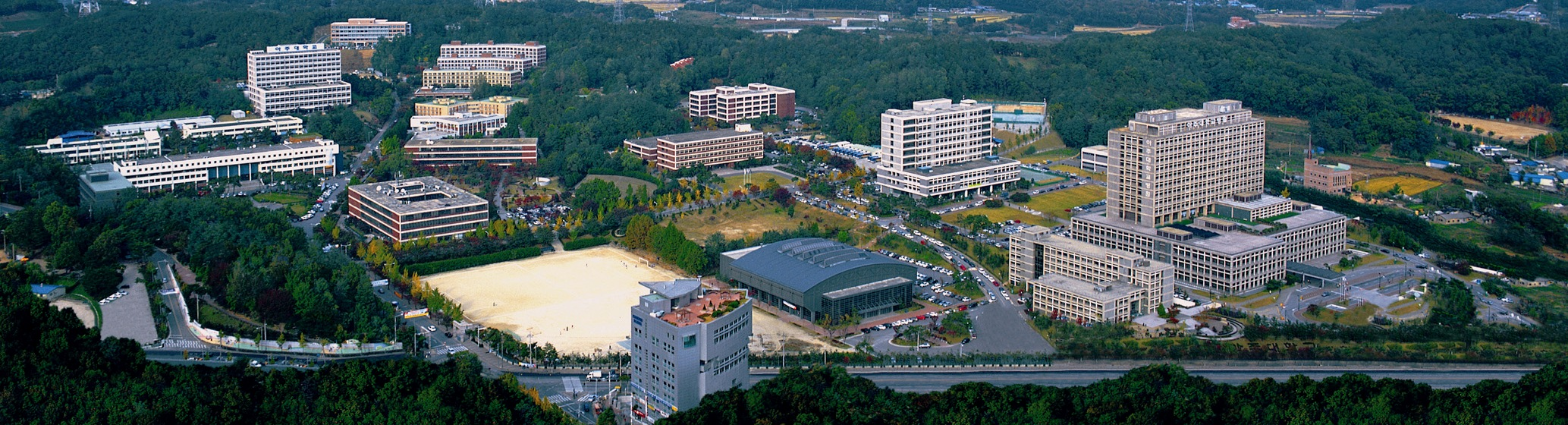
Le campus (à droite l'hôpital et l'école de médecine).

L'université a parfois été considérée comme la MIT ou Caltech coréenne. Au cours de son développement, Ajou a su établir sa réputation et attirer un grand nombre de docteurs, notamment auprès d'instituts de recherches français et américains, et recruter d'excellents étudiants, en particulier grâce à un important programme de bourses d'études.

## Le Campus
L'hôpital de l'université Ajou a été inauguré en 1994 et n'a cessé de s'agrandir depuis. Hôpital réputé pour la qualité de ses soins, il a aussi servi de décor à une série télévisée qui a connu un grand succès.
Le bâtiment Yulgok, construit en 1989, il abrite une grande partie des services administratifs ainsi que le collège des sciences sociales. Ce bâtiment porte le nom de plume de Yi I, un éminent lettré et politicien confucéen de la dynastie Joseon.

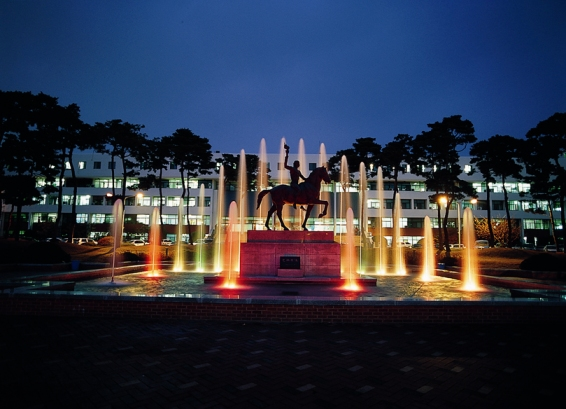
« la Fontaine du pionnier ».

Le bâtiment Woncheon est le plus ancien, puisqu'il date de 1973, année de la fondation. Il porte le nom du district sur lequel l'université a été construite. C'est dans ce bâtiment qu'on trouve les enseignements liés aux sciences naturelles, à l'électronique et aux sciences informatiques. Il fait face à « la Fontaine du pionnier », le symbole de l'université Ajou.
Le bâtiment Seongho, entièrement rénové en 2007, a été agrandi et il est désormais relié au foyer des étudiants qui lui datait de 1977. Il doit son nom à un autre célèbre confucéen de la dernière dynastie, le lettré Yi Ik. C'est ici que sont donnés les cours de la faculté de droit.
Dasan Hall, date de 1995 et porte le nom de Jeong Yak-yong, le principal philosophe de la dynastie Joseon. C'est ici que sont installés l'école supérieure de commerce et d'administration, le département des sciences humaines, et l'école doctorale de pédagogie et d’administration publique.
Paldal Hall, construit en 1994, est ainsi nommé en référence à la colline située au milieu de Suwon. Il regroupe les classes et les laboratoires nécessaires aux enseignements scientifiques.
Paldal vient de Satongpaldal qui signifie littéralement « des routes qui partent dans toutes les directions », la colline de Paldal étant à Suwon, le carrefour de nombreuses routes.
Le gymnase inauguré en 1999 est une réussite architecturale récompensée par le Korean Architectural Award. C'est là que se déroulent les événements de grande importance telle que les cérémonies de remise des diplômes.
La pépinière d'entreprises. Construite en 2002 est complétée de huit étages en 2007, elle est destinée à un programme de coopération entre l'université, le monde industriel et de jeunes PME; cette pépinière d'entreprises accueille aujourd'hui une vingtaine de sociétés qui, tout en s'appuyant sur les ressources de offerte par l'université, servent d’intermédiaire entre le monde universitaire et celui du travail.
La bibliothèque centrale de l'université ouverte en 1984 contient approximativement 900 000 ouvrages disponibles. Son amphithéâtre extérieur permet d'accueillir et d'organiser les plus grands événements festifs du calendrier universitaire.
Le Campus Plazza, construit en 2000, regroupe un centre de formation continue, un centre de formation en langues coréenne et étrangères, le consortium universitaire pour la formation du personnel administratif, un centre éducatif destiné aux enfants qui possèdent des aptitudes intellectuelles supérieures, les bureaux de l'association des anciens étudiants, ainsi qu'une librairie.
Jeong Hab Hall est un bâtiment de 12 étages qui ouvrira ses portes en 2011, possède un auditorium capable d'accueillir les conférences d'une grande ampleur, ainsi que des surfaces supplémentaires destinées aux divers enseignements.
Les quatre bâtiments qui composent les dortoirs permettent d'accueillir 2 200 étudiants, non seulement Coréens, mais aussi d'étudiants en visite. En plus, les installations du campus peuvent être consultées sur la page d'accueil officielle. Les autres installations du campus peuvent être consultées sur la page d'accueil officielle.

## Dates importantes
- 1965.12.28 : Accord de coopération culturelle et technique entre le gouvernement de la République de Corée et le gouvernement français.
- 1969.06.19 : Création d'un collège technique d'enseignement supérieur en Corée.
- 1970.01.29 : Création dans le courant de l'année d'un collège technique franco-coréen d'enseignement supérieur à Suwon.
- 1972.12.29 : Accord entre les gouvernements français et coréen portant sur la création d'un collège technique franco-coréen d'enseignement supérieur.
- 1973.04.26 : Ouverture de l'Institut Supérieur Technique Ajou (ISTA).
- 1977.07 : Conformément à l'accord de coopération franco-coréen, premier envoi en France d'élèves coréens diplômés.
- 1977.08.05 : Visite d'une délégation parlementaire française.
- 1981.04.02 : Visite du ministre des Affaires étrangères M. François-Poncet. Objet de négociation du programme de double-cursus suivant la convention franco-coréenne culturelle et technique; fondation d'une bibliothèque franco-coréenne, directives du centre de recherche franco-coréen.
- 1983.12 - 2004.01 : Centre franco-coréen de Coopération technique (CFC) et publication d'une revue "Transfert de technologies ".
- 1997.10 : Visite de l'Université et de Daewoo Industry par Alain Quevreux, du département de recherche et développement industriel au ministère de la Recherche et de l'Enseignement supérieur.
- 1999.12.09 : Visite du professeur Lyons de l'Académie française.